# Exposició d'immersió

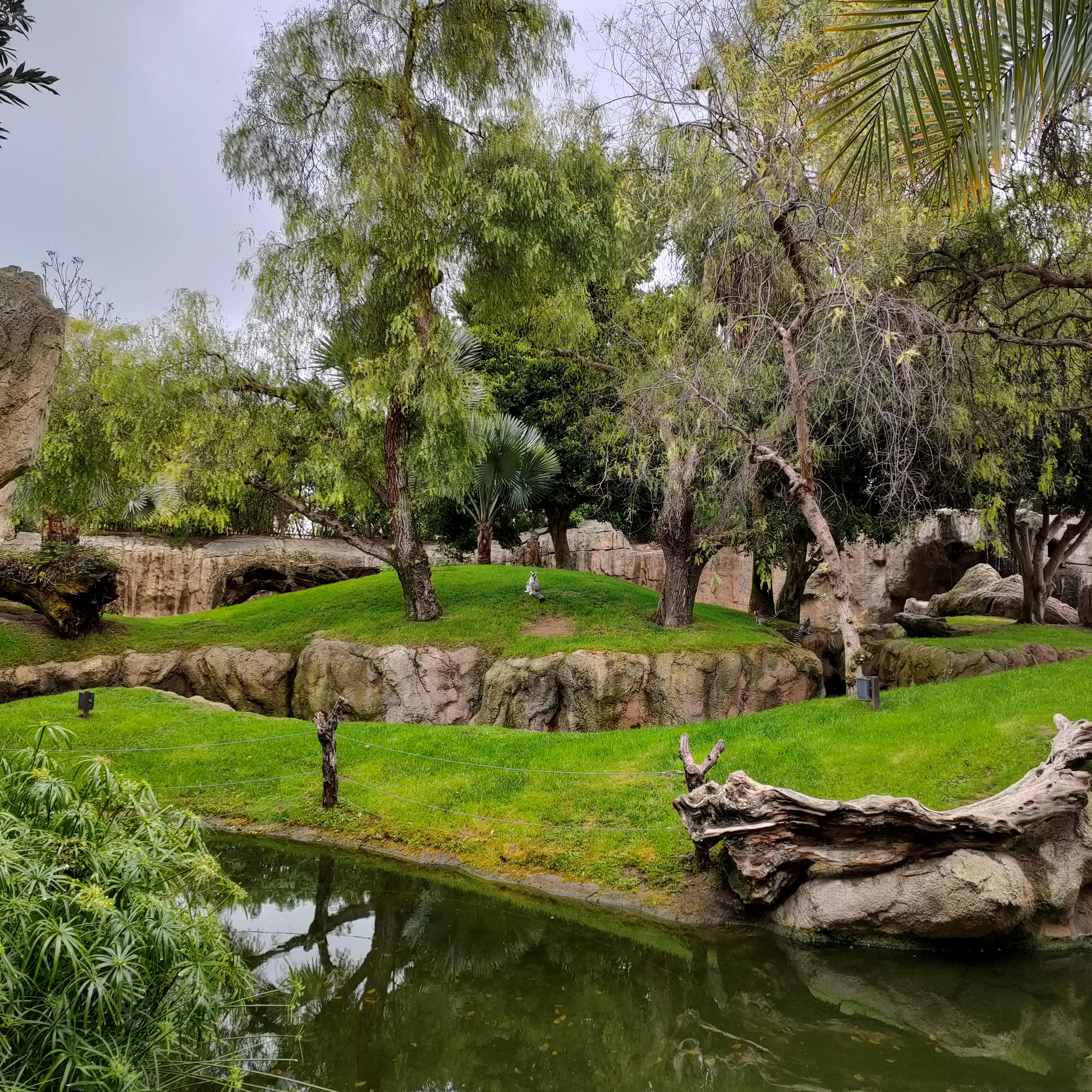
Zooimmersió al Bioparc València

L'exposició d'immersió o zooimmersió és un entorn natural en un zoològic que dona als visitants la sensació d'estar dins dels hàbitats dels animals. Els edificis i les barreres estan amagades. En recrear vistes i altres aportacions sensorials dels entorns naturals mostren com viuen els animals a la natura. N'és un exemple el Bioparc València.
El terme i l'enfocament d'immersió en el paisatge es van desenvolupar l'any 1975 gràcies als esforços de David Hancocks al zoològic Woodland Park de Seattle. Això va conduir a una innovadora exhibició de goril·les del zoo, que es va inaugurar el 1978. El concepte es va convertir en l'estàndard de la indústria a la dècada de 1980 i des de llavors ha guanyat una acceptació generalitzada com la millor pràctica per a exposicions zoològiques.